# Infliximabe
Infliximab é uma droga biológica aprovada em diversos países para tratar algumas doenças auto-imunes. O Infliximab é classificado como um inibidor de TNF alfa (Fator de necrose tumoral alfa). No Brasil a Anvisa (agencia regulatória de medicamentos) aprovou o uso de Infliximabe para as seguintes doenças:
- Artrite Reumatóide
- Espondilite Anquilosante
- Psoríase
- Doenças Inflamatórias Intestinais (Colite Ulcerativa e Doença de Crohn)
- Doença de Behçet

O infliximab age nos processos inflamatórios das doenças imuno-mediadas como a psoríase e artrite psoriásica de forma mais seletiva, sendo por essa razão mais eficaz e mais seguro que as drogas clássicas como o metotrexato. A aplicação é via endovenosa e a dose padrão para psoríase é 5mg/kg/ infusão com dose de indução e depois doses de manutenção a cada 8 semanas. Tem alto custo de tratamento. Já são utilizadas há quase 20 anos em vários países. ë fundamental avaliação prévia da saúde, especialmente para tuberculose latente (ou ativa) por intermédio do exame PPD e radiografia do tórax.Recentemente (2015) teve patente liberada permitindo a fabricação de biossimilares.